# Josef Jirka
Josef Jirka (3. února 1926 – 11. prosince 2000) byl československý hokejový brankář, který byl komunistickým režimem odsouzen v rámci vykonstruovaného procesu. Reprezentoval Československo na ZOH 1948 a na MS 1949, na kterém získal současně světový a evropský titul.

## Kariéra
Jako rodilý Pražan působil již od dětství v pražském klubu LTC. Po skončení 2. světové války jeden rok působil v HC Stadion Praha. Po návratu do LTC působil v týmu jako druhý brankář. Jedničkou byl Boža Modrý. V roce 1948 musel nastoupit základní vojenskou službu, byl odvelen do ATK Praha a hned v první sezóně předvedl své kvality - tým obsadil třetí místo. V následující sezóně již se slavil ligový titul a ukončil tak 11letou nadvládu LTC. Jirka díky výsledkům byl povolán do reprezentačního týmu a jako náhradní brankář získal mistrovský titul na MS 1949. Brankář Modrý po šampionátu a nesplněném slibu ministra Kopeckého hrát v Kanadě z důvodu údajného ohrožení republiky ukončil reprezentační kariéru a Jirka měl možnost se stát reprezentační jedničkou. Následoval zákaz startu na MS 1950 v Londýně, schůze hráčů v pražské Zlaté hospůdce, poté již přišlo uvěznění 11 hráčů a tresty v politickém procesu.
Jirka byl potrestán šestiletým trestem. Po předčasném propuštění se sice vrátil k oblíbenému hokeji, působil ve dvou brněnských klubech, ale do reprezentace se již nikdy nevrátil.
V reprezentaci odehrál 7 zápasů.